# 第三次産業

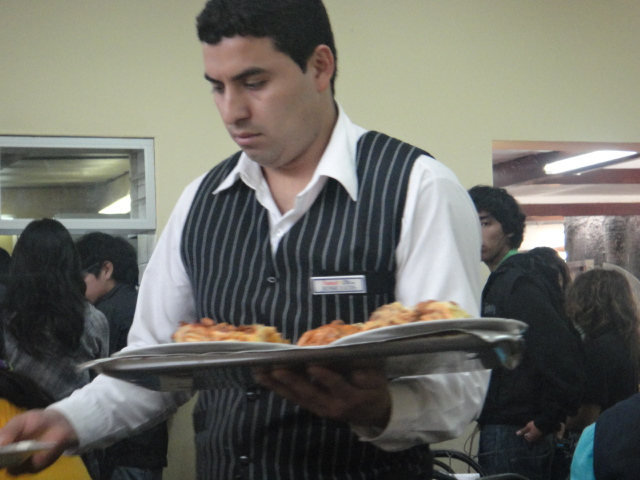
レストランのウェイター

第三次産業（だいさんじさんぎょう、英: tertiary sector of industry）は、3セクターモデルにおける産業分類の一つ。第一次産業にも第二次産業にも分類されない産業が分類される。

## 概要
コーリン・クラークによる古典的な産業分類に由来し、第三次産業には第一次産業にも第二次産業にも分類されない産業が分類される。クラークによれば小売業やサービス業などの無形財がこれに該当する。
全産業から第一次・第二次産業を排除した「残余部門」の総称として定義されるため、他の産業との関係で国や時代により範囲に違いを生じる。日本で第三次産業に分類される電気・ガス・水道業は、中国では第二次産業に分類される。また、中国では第一次産業付随のサービス業及び製造業に含まれる金属製品、機械、設備修理業は第三次産業ではなかったが、2012年からは第三次産業に分類されている。
世界的に国内総生産（GDP）と雇用における第一次産業や第二次産業の割合の低下と第三次産業の割合の上昇という「サービス経済化」という現象がみられる。

## 各国の状況

### 日本

#### 分類
慣例として、日本標準産業分類における下記の産業を第三次産業に含めることが多い。これは電気・ガス業を第二次産業ではなく第三次産業に分類している点でクラークによる定義とは異なる。
- 大分類F 電気・ガス・熱供給・水道業
- 大分類G 情報通信業
- 大分類H 運輸業、郵便業
- 大分類I 卸売業、小売業
- 大分類J 金融業、保険業
- 大分類K 不動産業、物品賃貸業
- 大分類L 学術研究、専門・技術サービス業
- 大分類M 宿泊業、飲食サービス業
- 大分類N 生活関連サービス業、娯楽業
- 大分類O 教育、学習支援業
- 大分類P 医療、福祉
- 大分類Q 複合サービス事業
- 大分類R サービス業（他に分類されないもの）
- 大分類S 公務（他に分類されるものを除く）
- 大分類T 分類不能の産業

#### 産業活動の把握
第三次産業は現代の日本では経済の中核をなしているが、その複雑さ多様さゆえに経済統計の整備が最も遅れている産業である。工業統計調査のような全事業所を対象とするような調査は行われておらず、業界団体が出す資料しかない産業もある。そのため、複数の統計を加工して推測するしかない。
第三次産業の活動を把握できる統計としては
- 国民経済計算（内閣府）
- 第3次産業活動指数（経済産業省）- なお、上記のような国際的な定義との違いに配慮し、電気・ガス・熱供給・水道業を除く指数を参考系列として公表している。
- 特定サービス産業実態調査（経済産業省）
- 法人企業統計調査（財務省） - ただし、金融を除く

がある。

### 中国

#### 分類
中華人民共和国国家統計局は2003年に従来の産業分類（1985年3月19日の国務院『第三次産業統計作成に関する報告書』で用いられた分類）を廃止し、2002年に国家品質監督検験検疫総局が新しく発布した『中国標準産業分類（「国民経済行業分類」）』による分類で産業の再定義を行った。これによると第三次産業を第一次、第二次産業以外のその他の産業としており、具体的には以下の15のサービス業カテゴリーに分けられる。
1. 交通輸送・倉庫・郵便業
2. 通信・コンピューターサービス・ソフトウェア業
3. 卸売・小売業
4. 宿泊・飲食業
5. 金融・保険業
6. 不動産業
7. リース業・ビジネスサービス業
8. 科学研究・技術サービス、地質調査業
9. 水利・環境・公共施設管理業
10. 対家計サービスとその他のサービス業
11. 教育
12. 衛生・社会保障および社会福祉
13. 文化・スポーツおよびその他の娯楽サービス
14. 公務・社会団体
15. 国際機関

#### 産業活動の推移
中華人民共和国国家統計局のデータによると、中国では1978年以降、GDPにおける産業別構成で第三次産業の比率が急速に上昇した。特にGDPにおける産業別構成では、第三次産業は2012年には第二次産業を超え、2015年にはGDPの50%に達した。